# Nesyamon (scribe)
Pour les articles homonymes, voir Nesyamon.
Nesyamon est un prêtre, porteur d'encens et scribe dans le temple de Karnak. Mort vers -1100, son corps a été momifié. Depuis qu'il est arrivé au musée de Leeds en 1823, il a été reconnu comme l'une des plus remarquables momies en Grande-Bretagne.
Durant un bombardement en 1941, deux momies furent détruites mais celle de Nesyamon a échappé à la destruction.
Une équipe multidisciplinaire a été mise en place en 1973 pour en savoir plus sur les conditions de vie, les maladies et causes de décès de l'ancienne population égyptienne, ainsi que pour établir des méthodes formelles non destructives d'examen des restes momifiés. La base de données internationale « Momie » fondée au musée de Manchester en 1979 est maintenant reconnu comme le plus grand centre pour la collecte et le stockage des informations liées à la momification dans le monde entier.
En 1990, le directeur du musée de Leeds a invité le Dr Rosalie David pour entreprendre une nouvelle étude scientifique de la momie de Nesyamon. 
Depuis 2002, le musée de Leeds a documenté et étudié à la fois la décoration sur le cercueil, et le cercueil lui-même. Cela a conduit à une meilleure compréhension de la nature des rôles qu'avaient Nesyamon, en tant que prêtre au temple de Karnak.
Le 4 septembre 2008, la momie a été déplacée dans un nouveau bâtiment du Leeds City Museum.